# Illes Borromees
Les Illes Borromees (Isol Boromei en llombard occidental, idioma local; en italià Isole Borromee) són un arxipèlag format per tres petites illes i dos illots, situades al costat italià del llac Maggiore, al golf Borromeo, entre Verbania al nord i Stresa al sud, a la regió del Piemont. La seva superfície total és de 18 hectàrees. Són una important atracció turística local pel seu entorn pintoresc.
El seu nom deriva de la família Borromeo, que va començar a adquirir-les a principis del segle XVI (Isola Madre) i encara avui en posseeix la majoria (Isola Madre, Bella, San Giovanni).

## Illes
- Isola Bella, a 400 metres de la costa davant del poble de Stresa, el 1630  Carlo III Borromeo hi va ser construir un palau i un jardí dedicats a la seva esposa Isabella D'Adda, que dona nom a l'illa.
- Isola Madre, la més gran de les tres, també és coneguda pels seus jardins, que s'han mantingut des del 1823 aproximadament en un estil anglès. El seu palau, tot i que deshabitat, està esplèndidament moblat amb obres mestres i pintures italianes dels segles XVI al XIX.
- Isola dei Pescatori (Illa dels Pescadors) o Isola Superiore, és ara l'única illa habitada de l'arxipèlag. Té un poble de pescadors, que el 1971 tenia una població de 208 habitants.
- Isolina di San Giovanni (Illot de Sant Joan), es troba just davant de Pallanza (avui part de Verbania) al nord.
- Illot de Malguera, amb una superfície de només 200 metres quadrats, es troba entre Isola Bella i Isola dei Pescatori i ofereix vegetació frondosa i una petita platja.

## Galeria d'imatges

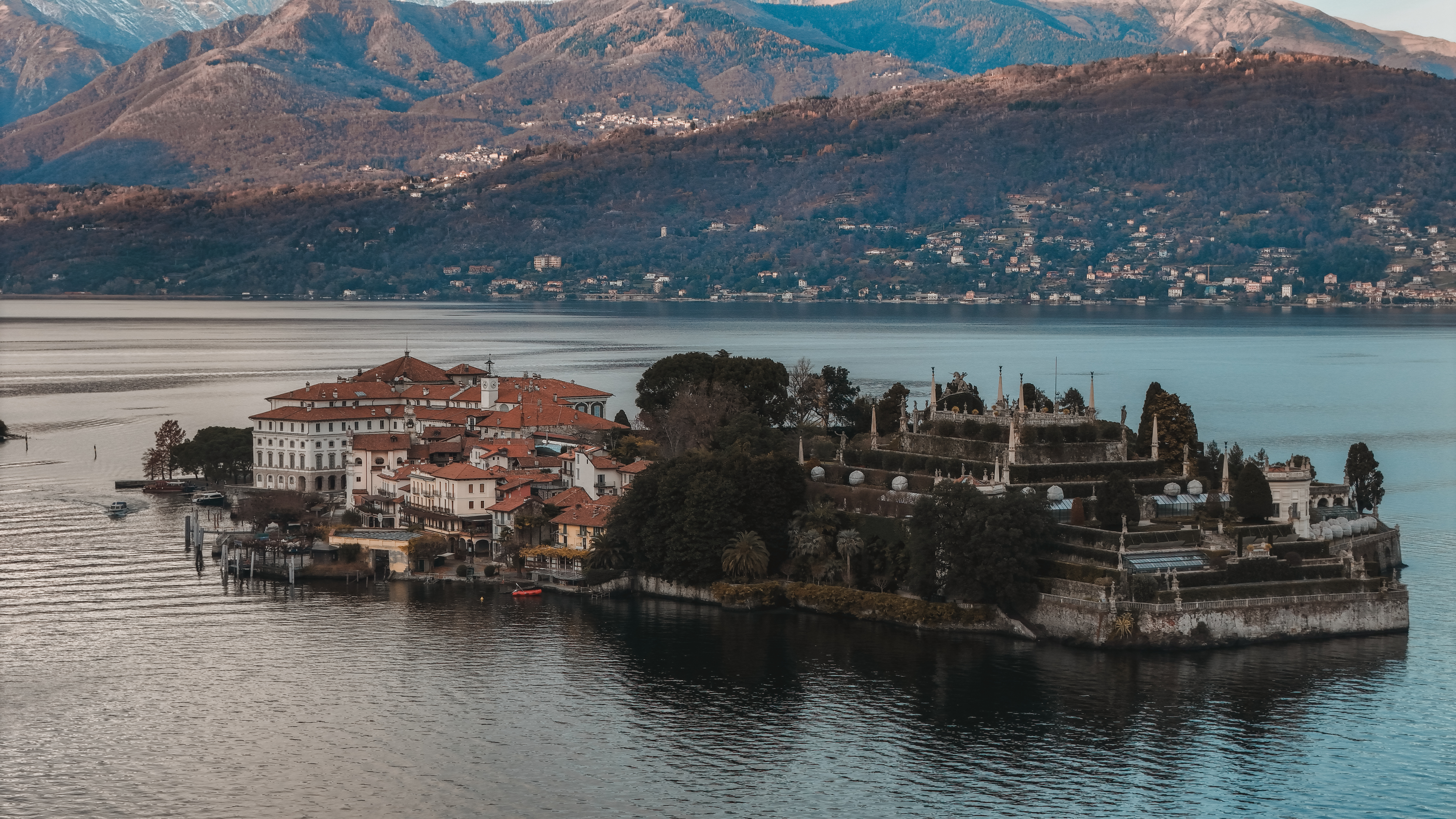
Isola Bella
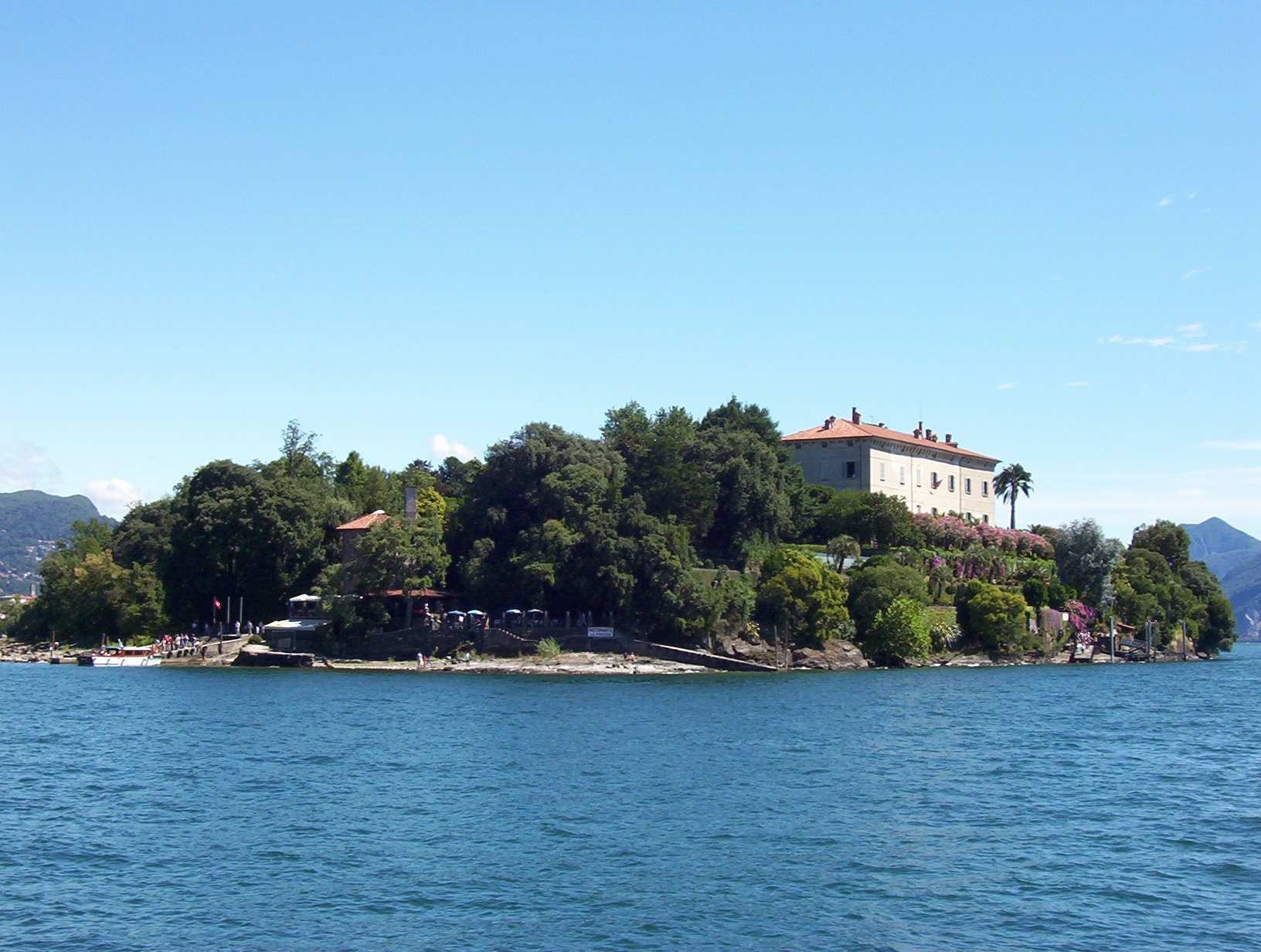
Isola Madre
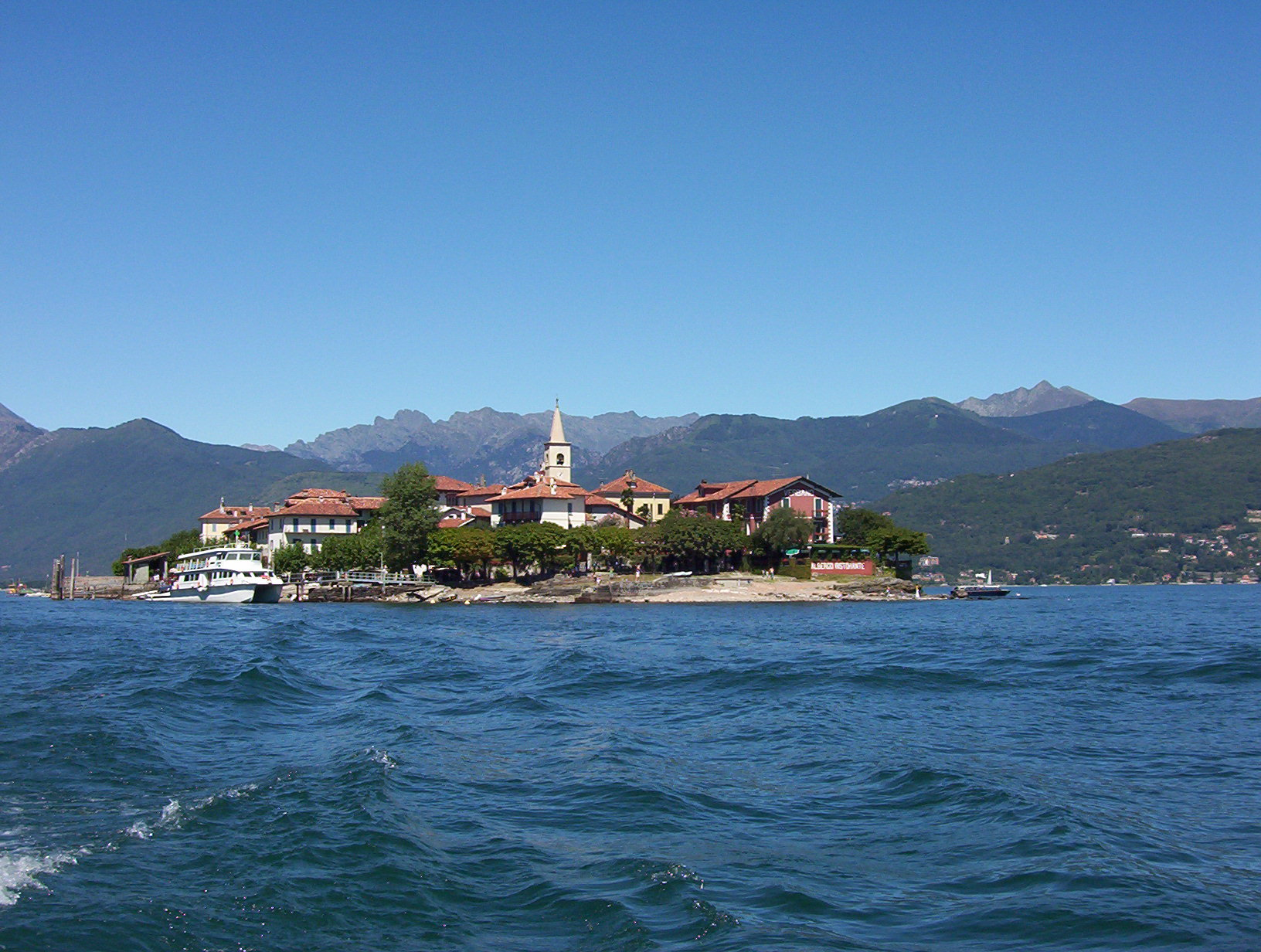
Isola dei Pescatori
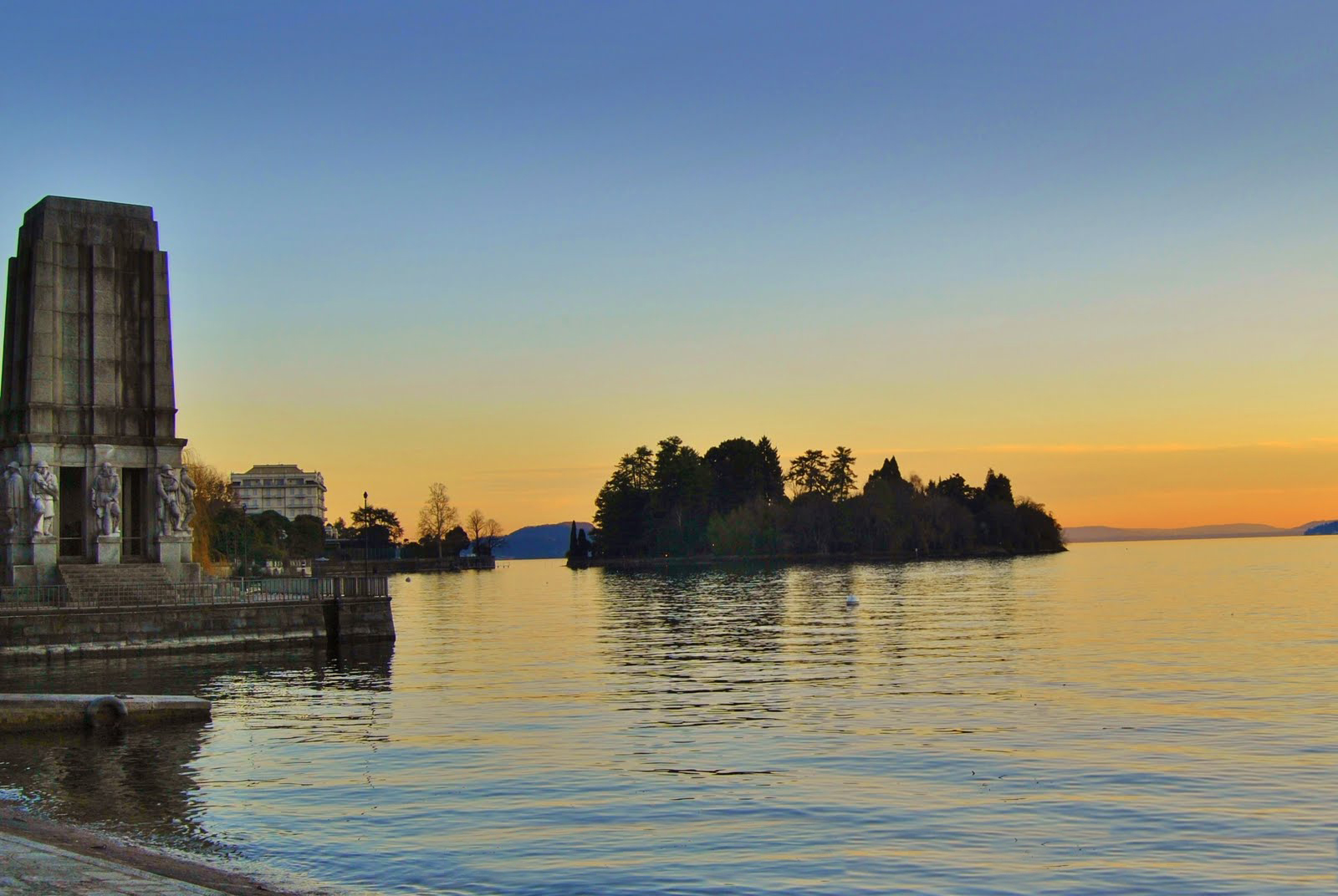
Isolina di San Giovanni
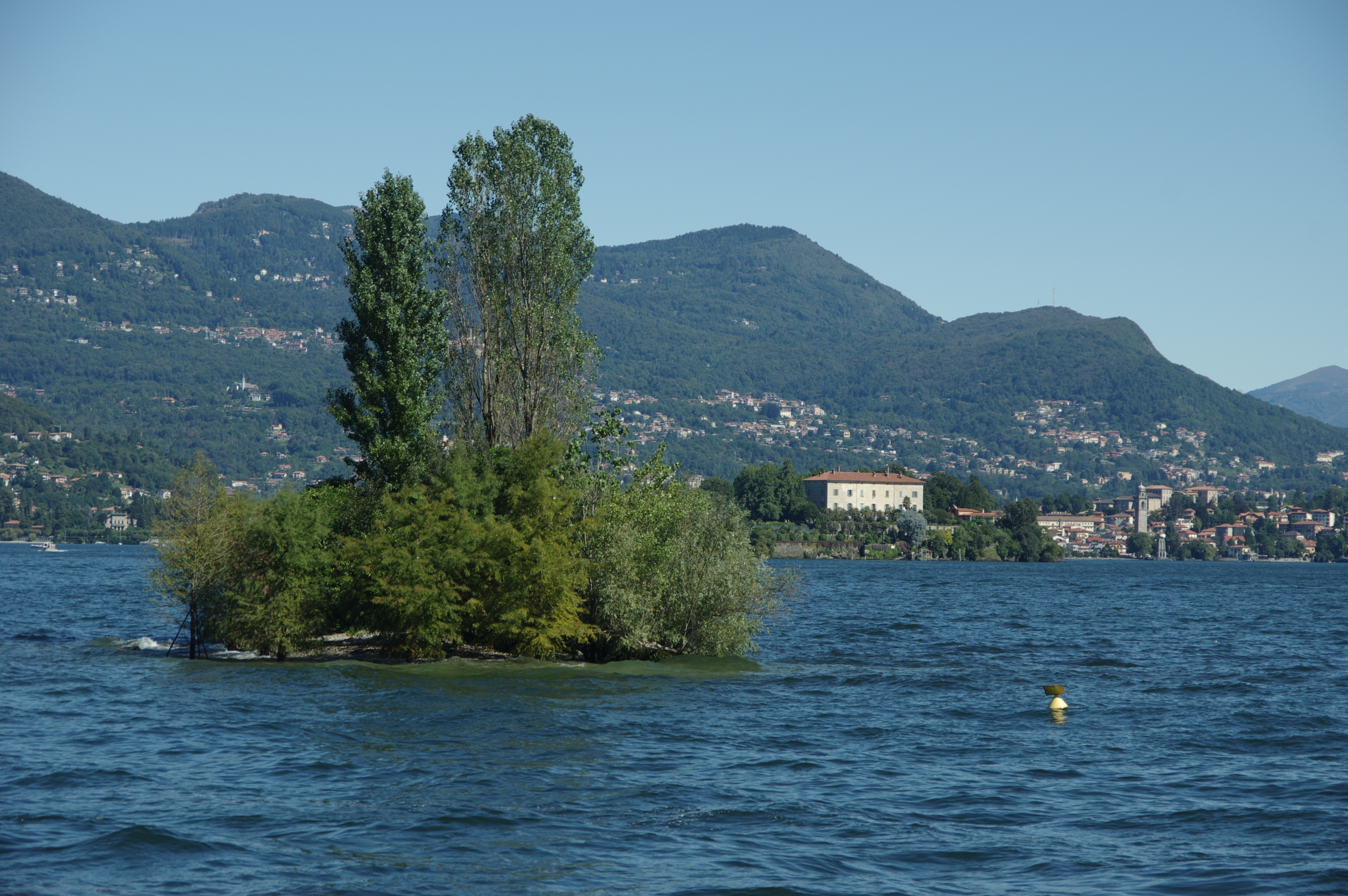
Illot de Malguera
Mapa de l'arxipèlag